# Гораймівська сільська рада
| Гораймівська сільська рада — адміністративно-територіальна одиниця та орган місцевого самоврядування у Маневицькому районі Волинської області з адміністративним центром у с. Гораймівка. Історична дата утворення: в 1944 році. Водоймища на території, підпорядкованій даній раді: річка Кормин. Сільській раді підпорядковані населені пункти: - с. Гораймівка - с. Майдан-Липненський |

## Склад ради
Рада складається з 16 депутатів та голови.

### Керівний склад ради
| ПІБ                      | Основні відомості                                                               | Дата обрання | Дата звільнення |
| ------------------------ | ------------------------------------------------------------------------------- | ------------ | --------------- |
| Снітко Анатолій Іванович | Сільський голова, 1955 року народження, освіта, безпартійний                    | 26.03.2006   | 31.10.2010      |
| Снітко Анатолій Іванович | Сільський голова, 1955 року народження, освіта середня спеціальна, безпартійний | 31.10.2010   |                 |

Примітка: таблиця складена за даними джерела

## Населення
Згідно з переписом УРСР 1989 року чисельність наявного населення сільської ради становила 1485 осіб, з яких 734 чоловіки та 751 жінка.
За переписом населення України 2001 року в сільській раді мешкало 1597 осіб.

### Мова
Розподіл населення за рідною мовою за даними перепису 2001 року:
| Мова       | Відсоток |
| ---------- | -------- |
| українська | 99,88 %  |
| російська  | 0,06 %   |